# Religioni in Bhutan
Circa il 70% della popolazione bhutanese pratica la dottrina Drukpa della scuola Kagyupa, oppure quella Nyingmapa, le quali sono entrambe discipline del Buddhismo Vajrayāna; il restante 30% pratica l'induismo o altre forme di buddhismo.
La costituzione bhutanese, promulgata nel 2008, riconosce la libertà di culto, ma al contempo vieta il proselitismo e la conversione ad una fede diversa da quella di nascita.

## Buddhismo
L'etnia Ngalop, discendente dagli immigrati tibetani, viene a costituire la maggioranza della popolazione nelle zone occidentali e centrali del paese; per lo più essa segue fedelmente il lignaggio Drukpa del Kagyu
La componente etnica dei "Sharcop", con molta probabilità discendente dagli abitanti originari della regione, si trovano ancor oggi invece a vivere nella parte più orientale della nazione; alcuni clan e/o gruppi di essi praticano il buddhismo in combinazione con elementi della tradizione Bön, mentre infine altri seguono più una commistione con l'animismo o l'induismo.
 Varie personalità, anche tra le cariche più alte del Bhutan (sia nell'assemblea nazionale che all'interno del sistema giudiziario), sono componenti di tal gruppo etnico.
Il governo supporta sia le scuole buddhiste Kagyupa e Nyingmapa che i relativi complessi monastici (vedi tempio buddhista); la famiglia reale pratica tradizionalmente una combinazione tra le due, e molti cittadini affermano il concetto di Kanyin-Zungdre il cui significato è: "Kagyupa e Nyingmapa come uno".

## Induismo
L'induismo viene praticato soprattutto nella zona più a sud del paese, quella confinante con l'India; i fedeli son composti vari gruppi di piccole/medie dimensioni frammentate tra le molteplici identità settarie. La fede induista è maggiormente comune nel gruppo etnico nepalese, ma anche alcuni discendenti di etnia tibetana, almeno in parte, la praticano.

## Bön
Viene definito Bon il sistema di credenze sciamanico-animistiche, considerata la forma 'religiosa' originaria di tutto l'altipiano dell'Himalaya e ruotante tutta attorno al culto degli elementi naturali precedente l'arrivo del Buddhismo. Anche se i sacerdoti o, per meglio dire sciamani spesso officiano o comprendono all'interno dei propri riti Bon anche le pratiche buddhiste durante le numerose festività religiose, pochissimi sono i cittadini che professano esclusivamente la tradizione Bon.

## Cristianesimo
I cristiani son presenti in minime quantità, particolarmente tra il gruppo etnico nepalese; secondo un rapporto del 2007 non era presente al momento alcun missionario cristiano, anche se organizzazioni umanitarie internazionali cattoliche gestite da sacerdoti gesuiti sono impegnati in attività educative ed umanitarie. Il cristianesimo è giunto per la prima volta alle pendici del paese nel tardo XVII secolo da gesuiti portoghesi, ma i loro insegnamenti non sono mai riusciti a far grande breccia tra il popolo dei devoti buddhisti.
Si calcola che i cattolici in Bhutan siano circa un migliaio, sottoposti di frequente a persecuzioni e malversazioni da parte delle autorità locali: non esiste alcuna giurisdizione ecclesiastica, ed i fedeli cattolici dipendono dalla diocesi di Darjeeling in India. Il primo e unico prete cattolico bhutanese è il gesuita Kinley Tshering, appartenente alla famiglia reale, ordinato nel 1986.
Di fatto il cristianesimo in Bhutan è tollerato ma non riconosciuto; ai cristiani, di qualsiasi confessione, non è permesso praticare in pubblico la propria fede e di conseguenza nemmeno costruire luoghi di culto.

## Islam
Secondo certi dati provenienti dagli aderenti i musulmani costituirebbero all'incirca il 5% dell'intera popolazione; tuttavia il "CIA World Factbook" sostiene che i veri e propri credenti islamici siano in realtà meno dell'1% dell'intera popolazione. Nel 2009 il "Pew Research Center" ha stimato in circa 7.000 persone i fedeli musulmani.

## Libertà religiosa e sua regolamentazione
La legge dello stato prevede la libertà di religione: al di sopra della politica, le istituzioni e personalità religiose hanno il dovere di "promuovere il patrimonio spirituale del paese, assicurando nel contempo che la dottrina di fede religiosa rimanga ben separata e distinta dall'impegno politico" e che pertanto le massime autorità ed istituzioni spirituali restino al di fuori di essa.
Tutto questo riflette lo scopo dichiarato del governo i valori culturali e spirituali degl'individui, esistono clausole proibitive all'interno della costituzione interpretate come riguardanti la proibizione esplicito di far proselitismo, assieme all'applicazione del contemporaneo divieto da parte delle maggiori personalità religiose di dar aperte indicazioni di voto durante le elezioni parlamentari.
La legge sulle organizzazioni religiose datata 2007 mira a proteggere e preservare l'identità spirituale del Bhutan imponendo l'obbligo di registrazione per qualsiasi organizzazione di tipologia eminentemente religiosa; per raggiungere tali obiettivi è stato creato il "Chhoedey Lhentshog" come vera e propria autorità di regolamentazione riguardante qualsivoglia tipo di organismo religioso. In tal modo si monitora e mantiene la documentazione sulla totalità delle organizzazioni religiose presenti in Bhutan, le quali sono a loro volta tenute a registrare e a mantenere determinate formalità e adempimenti societari. 
Fino a tutto il 2007 non vi sono state notizie e/o segnalazioni di violenze relative o connesse a tentativi d'imposizione o pressione per conformarsi alla maggioritaria credenza Vajrayana; non vi è stata neppure alcuna segnalazione né di abusi sociali né discriminazione basata sulle credenze o pratiche religiose.